# Die Maus, die brüllte
Die Maus, die brüllte (englischer Originaltitel: The Mouse That Roared) ist eine britische Filmkomödie von Jack Arnold aus dem Jahr 1959. Sie basiert auf dem gleichnamigen Roman von Leonard Wibberley aus dem Jahr 1955.

## Handlung
Irgendwo in den französischen Alpen liegt das kleinste Land der Welt, das noch nach mittelalterlichen Prinzipien geführte Herzogtum Groß Fenwick (bzw. das kleine Großherzogtum Grand Fernwick), das von der verwitweten Großherzogin regiert wird. Dank des Exports ihres Weines „Pinot Grand Fenwick“ geht es den Einwohnern nicht schlecht. Als ein Unternehmen in den USA den Wein imitiert, droht Groß Fenwick allerdings der Bankrott. Also wird auf Anraten von Premierminister Mountjoy beschlossen, den USA den Krieg zu erklären, diesen zu verlieren und mit der dann zu erwartenden Wiederaufbauhilfe der USA den Staatshaushalt zu sanieren (eine deutliche Anspielung auf die Situation Deutschlands nach dem Zweiten Weltkrieg infolge des Marshall-Plans). Im State Department hält man die Kriegserklärung jedoch für einen Scherz. Mangels eigener Transportmöglichkeiten wird das 20 Mann starke großherzogliche Heer (ausgestattet mit den modernsten Rüstungen und Langbögen, die bei der letzten Streitkräftereform im 15. Jahrhundert zu haben waren) an Deck eines Frachters nach New York eingeschifft. Unglücklicherweise findet dort gerade eine Luftschutzübung statt, so dass die Stadt menschenleer ist. Die Fenwicker Armee, geführt von dem Feldmarschall Tully, nimmt kurzerhand in einem Forschungsinstitut den Wissenschaftler Kokintz und seine Tochter gefangen und mit ihnen die gerade erfundene „Q-Bombe“, mit der ganze Kontinente vernichtet werden können.
Mit dieser Superwaffe in Händen ist das Herzogtum mit einem Schlag eine Weltmacht. Die völlig überrumpelten USA sehen als einzige Lösung des Problems ihre Kapitulation. In einem Friedensvertrag wird festgelegt, dass das kalifornische Weinimitat vom Markt verschwindet. Groß Fenwicks Geldsorgen sind damit gelöst.
Als Tully, Helen und ihr Vater die Bombe einlagern wollen, fällt sie aus Versehen herunter. Wider Erwarten explodiert sie jedoch nicht, so dass die Drei zu dem Schluss kommen, dass es sich um einen Blindgänger handelt. Als sie den Lagerraum verlassen, krabbelt eine Maus aus der Bombe heraus. Offenbar hat sie verhindert, dass die Bombe explodiert. Nachdem die Maus die Bombe verlassen hat, schaltet diese sich wieder scharf. Offenbar handelt es sich also doch nicht um einen Blindgänger ...
Berühmt geworden ist der Ausspruch der Großherzogin, nachdem das Parlament die Kriegserklärung beschlossen hatte: „Ich wünsche nicht, dass jemand verletzt wird!“

## Uraufführungen
- Großbritannien: 17. Juli 1959
- BR Deutschland: 9. Oktober 1959
- USA: 26. Oktober 1959
- Österreich: Januar 1960[1]

## Kritik
„Die satirische Komödie spielt die Arroganz der Großmacht gegen die liebenswerten Marotten des Kleinstaats aus und mokiert sich über die ins Hysterische übersteigerten Atomkriegsängste der 50er Jahre. Ein nicht sehr tiefsinniges, aber durchweg gelungenes Vergnügen, nicht zuletzt dank Peter Sellers in einer Dreifachrolle.“

„Dieses englische Filmlustspiel hat gleich beim tricktechnisch prächtig gestalteten Vorspann das Publikum lachend auf seiner Seite. Und auch im weiteren Verlauf treffen viele geistreich verfertigte Pfeile zeitkritisch ins Schwarze! Besonders die Amerikaner und ihre Wirtschaftshilfe für Besiegte werden dabei (aus britischer Sicht) aufs Korn genommen ... Geistreicher Witz herrscht vor und wird von ausgezeichneten Darstellern gekonnt dargeboten. […]“

## Anspielungen
- Zum Zeitpunkt der Fertigstellung gab es tatsächlich eine Großherzogin in Europa, nämlich Charlotte von Luxemburg
- Es war jedoch Queen Victoria von England, die den Tod ihres Gatten lebenslang betrauerte
- Das Wappen des Großherzogtums zeigt wie das Wappen von Monaco senkrecht angeordnete Rauten
- Wie bei Monaco handelt es sich im Film um einen kleinen Staat, der „mehr oder weniger“ auf französischem Boden liegt
- Die Tiny Twenty sind eine Anspielung auf die Big Three, die Siegermächte des Zweiten Weltkriegs
- Der Name der Q-Bombe erinnert an die Namen der H-Bombe, U-Bombe und Kobaltbombe
- Die Statue von Columbia Pictures wird im Vorspann von einer Maus erschreckt und läuft davon. Am Filmende besteigt sie wieder ihren Sockel.

## Fortsetzung
Unter dem Titel Auch die Kleinen wollen nach oben (The Mouse on the Moon) kam 1963 eine Fortsetzung in die Kinos, allerdings ohne Sellers’ Mitwirkung. Unter der Regie von Richard Lester spielten Margaret Rutherford, Ron Moody und Terry-Thomas die Hauptrollen.

## Sonstiges
Die Geschichte weist Parallelen zur Conch Republic auf. Auch dort erklärt eine Minination den USA den Krieg, um Aufbauhilfe einzufordern. Aber im Gegensatz zum Film verweigert die Conch Republic den Waffengang und kapituliert bereits eine Minute nach der Kriegserklärung. Nach allgemein gültiger Auffassung handelt es sich bei diesem Fall sehr wahrscheinlich um den kürzesten Krieg der Weltgeschichte.